# Renee Montgomery
Pour les articles homonymes, voir Montgomery.

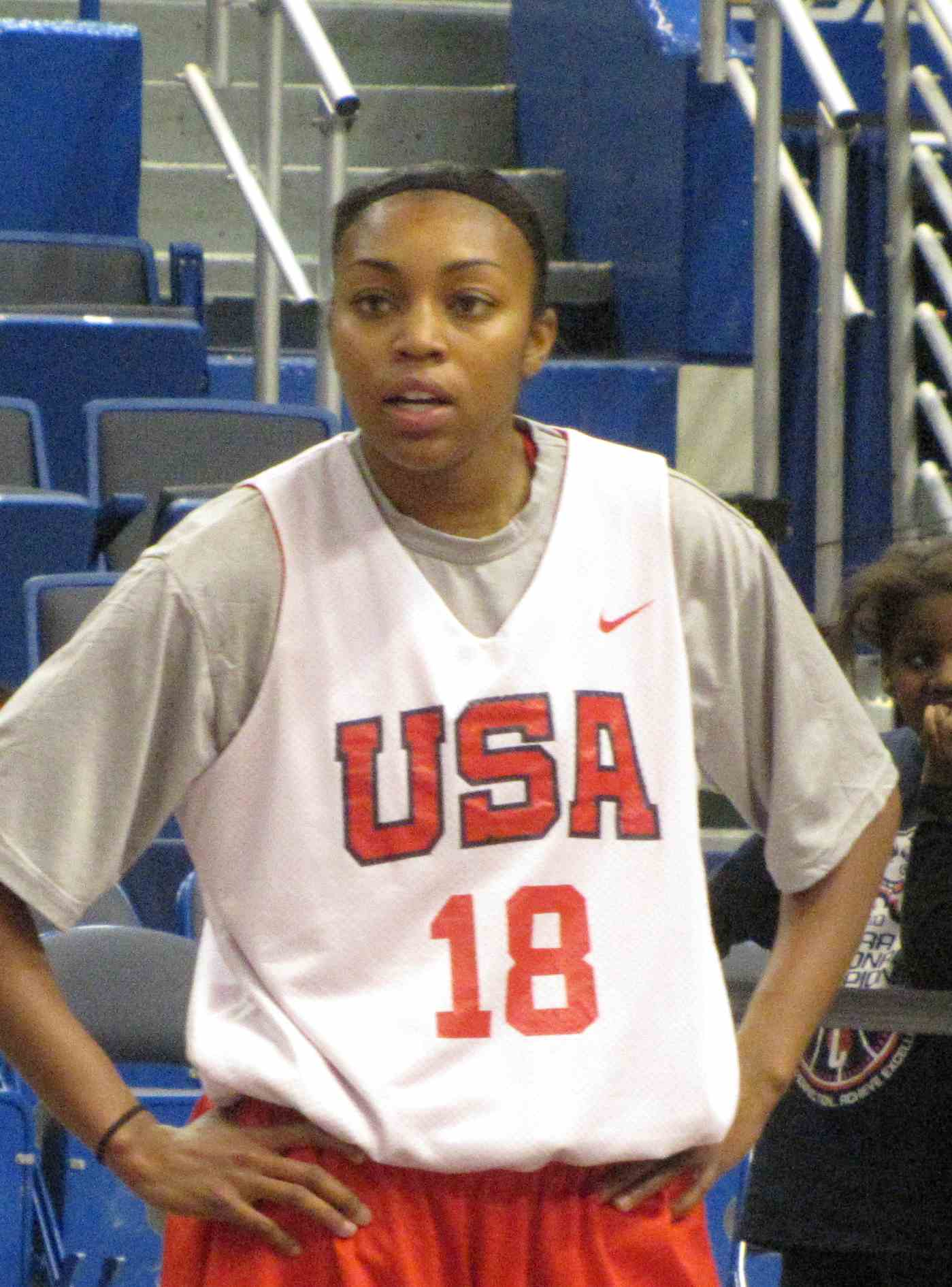
Renee Montgomery avec la sélection américaine.

Renee Montgomery, née le 2 décembre 1986 à Saint Albans (Virginie-Occidentale) est une joueuse américaine professionnelle de basket-ball.

## Biographie
Avec des statistiques de 22,5 points, 6 passes décisives, 5 rebonds et 5 interceptions par match en senior, elle mène South Charleston High School qu'elle conduit en finale de l’État. South Charleston High School obtient trois titres de champion de virginie-Occidentale. Elle joue également au football.
Avec les Huskies du Connecticut, elle ne débute que deux rencontres sur le banc et est nommée débutante de la l'année de la Big East Conference (Freshman of the Year de la Big East Conference). En sophomore, deuxième année, elle est nommée dans le premier cinq de la conférence et conclut son année par une médaille d'or avec l'équipe nationale des moins de 20 ans. En junior, la blessure de Mel Thomas l'amène à se décaler au poste de seconde arrière : elle est de nouveau dans le premier cinq de la conférence et les Huskies atteignent le Final Four, mais chutent face à Stanford. Pour sa dernière année, son équipe finit invaincue et remporte le championnat NCAA. Elle quitte l'université en étant troisième meilleure passeuse de l'histoire des Huskies. En 2009, elle remporte le Nancy Lieberman Award, trophée de la meilleure meneuse de jeu universitaire.

### Joueuse WNBA
Elle est draftée en quatrième position par le Lynx du Minnesota, avec lesquels elle marque 9 points par rencontre. Elle est nommée dans la All-Rookie Team. Le Lynx l'échange avec un premier tour de draft contre Lindsay Whalen et un premier tour de draft, qui permettra à son ancienne coéquipière Tina Charles de la rejoindre.
En 2015, elle rejoint le Storm de Seattle, mais n'y reste quelques mois puisqu'elle est échangée le 20 juillet, en compagnie d'un second tour de la draft WNBA 2016, avec le Lynx du Minnesota contre Monica Wright. De retour dans sa première équipe WNBA, Renee Montgomery y fait des débuts discrets avant de s'intégrer progressivement au jeu de sa nouvelle franchise, se remettant en cause en défense et faisant des séances supplémentaires de tirs. Le 24 septembre, elle intègre le cinq de départ à la faveur de l'absence de Lindsay Whalen et de Seimone Augustus (et de surcroit de Maya Moore, touchée pendant le match) et se montre décisive lors de la victoire face au Mercury en inscrivant 11 de ses 15 points en seconde période, dont 8 dans le dernier quart-temps. Elle remporte le titre WNBA 2015 avec le Lynx qui bat le Fever de l'Indiana 3 manches à 2 puis signe quelques mois plus tard une prolongation de contrat avec le Lynx.
Bien que courtisée par le Liberty de New York qui lui promettait une place de titulaire, elle choisit de rester au Lynx « C'était [un choix] difficile, mais j'aime comment les choses se passent à Minnesota. Il y a une organisation de première classe et tant de facilités, et simplement j'aime être là. Donc, je suis revenue ». Le 21 juin 2016, elle inscrit le panier primé de la victoire pour donner la victoire à Minnesota lors d'une rencontre opposant le Lynx aux Sparks alors les deux franchises restées invaincues pour établir un nouveau record avec 13 victoires pour le Lynx. Elle inscrit ce panier sur un système lui étant destiné malgré la présence à ses côtés de trois joueuses de la sélection olympique américaine, Seimone Augustus, Lindsay Whalen et Sylvia Fowles.
Le Lynx remporte les Finales WNBA 2017 par trois victoires à deux contre les Sparks de Los Angeles, ce qui permet au club du Minnesota d'égaler le record des quatre titres des Comets de Houston.
Agent libre, elle signe en février 2018 pour le Dream d'Atlanta. Le 12 août, elle inscrit huit paniers à trois points, égalant le record détenu par Diana Taurasi, Riquna Williams et Shekinna Stricklen, dont sept dans la seconde période (record absolu pour une mi-temps) pour inscrire un total de 30 points, son meilleur score de la saison, pour contribuer à la victoire du Dream sur le Liberty 86 à 77.
Elle fait l'impasse sur la saison WNBA 2020 pour mieux s'impliquer dans le mouvement social consécutif à la mort de George Floyd. Elle annonce sa retraite sportive quelques mois plus tard et devient copropriétaire du Dream, dont l'ancienne sénatrice républicaine opposée au mouvement Black Lives Matter Kelly Loeffler, avait revendu ses parts.

### Équipe nationale
Elle remporte le championnat du monde 2007 des moins de 21 ans avec la sélection américaine, puis est médaillée d'or au championnat du monde universitaire 2009. Fin 2009, elle est invitée à rejoindre le groupe de 20 joueuses pour préparer le Mondial 2010 et les jeux olympiques 2012. En 2010, elle dispute la rencontre The Stars at the Sun avec l'équipe nationale.

### Étranger
En février 2012, elle quitte le club de Gyor en cours de saison pour rejoindre Tarsus, remplaçant Jeanette Pohlen. Pour la saison 2012-2013, on la retrouve en Russie au Nadejda Orenbourg. En 2013-2014, elle s'engage pour un autre club russe Tchevakata Vologda avec des statistiques confortables de 14,8 points, 3,0 passes décisives 2,7 rebonds qui lui valent une prolongation d'un an de son contrat. Après son titre WNBA avec le Lynx, elle signe en Australie avec Canberra Capitals sous les ordres de Carrie Graf, bien que ses débuts en compétition aient été retardés de quelques semaines en raison de la morsure par une araignée venimeuse.
Durant l'été 2017, elle signe sa signature avec le club français des Flammes Carolo qui réussit un bon début de saison, mais elle quitte le club fin novembre 2017. Elle joue ensuite en Israël avec Maccabi Ramat Hen.

### Dirigeante
En 2021, elle devient la première femme dirigeante et copropriétaire d'une franchise WNBA, le Dream d'Atlanta.

## Palmarès
- Championne NCAA 2009
- Championne WNBA 2015[11] et 2017[16].

## Distinctions personnelles
- WNBA All-Rookie Team 2009 [31]
- Sélectionnée au All-Star Game WNBA 2011.
- Meilleure sixième femme de la saison WNBA 2012[32]
- Sélection USA pour de la rencontre The Stars at the Sun en 2010[24]

## Statistiques à l'Université du Connecticut
| saison  | M   | M   | Min  | Min  | 2pts | 2pts | 2pts | 3pts | 3pts | 3pts | LF  | LF  | LF   | Rebonds | Rebonds | Rebonds | Rebonds | F   | FO | Pd  | Bp  | C  | Int | Points | Points |
| saison  | J   | D   | Tot. | Moy. | R    | T    | %    | R    | T    | %    | R   | T   | %    | Ro      | Rd      | Tot.    | %       | F   | FO | Pd  | Bp  | C  | Int | Tot.   | Moy.   |
| ------- | --- | --- | ---- | ---- | ---- | ---- | ---- | ---- | ---- | ---- | --- | --- | ---- | ------- | ------- | ------- | ------- | --- | -- | --- | --- | -- | --- | ------ | ------ |
| 2005-06 | 37  | 35  | 1035 | 28   | 124  | 288  | 43,1 | 39   | 116  | 33,6 | 43  | 54  | 79,6 | 26      | 54      | 80      | 2,2     | 52  | 0  | 123 | 81  | 3  | 63  | 330    | 8,9    |
| 2006-07 | 36  | 36  | 1136 | 31,6 | 177  | 403  | 43,9 | 46   | 148  | 31,1 | 79  | 113 | 69,9 | 19      | 80      | 99      | 2,8     | 53  | 0  | 163 | 95  | 5  | 70  | 479    | 13,3   |
| 2007-08 | 38  | 38  | 1197 | 31,5 | 176  | 468  | 37,6 | 70   | 225  | 31,1 | 115 | 145 | 79,3 | 27      | 70      | 97      | 2,6     | 55  | 0  | 147 | 75  | 7  | 72  | 537    | 14,1   |
| 2008-09 | 39  | 39  | 1237 | 31,7 | 226  | 505  | 44,8 | 99   | 260  | 38,1 | 93  | 125 | 74,4 | 18      | 64      | 82      | 2,1     | 41  | 0  | 199 | 100 | 9  | 61  | 644    | 16,5   |
| Totals  | 150 | 148 | 4605 | 30,7 | 703  | 1664 | 42,2 | 254  | 749  | 33,9 | 330 | 437 | 75,5 | 90      | 268     | 358     | 2,4     | 201 | 0  | 632 | 351 | 24 | 266 | 1990   | 13,3   |